# Halle ronde de Givry
La halle ronde de Givry est une halle située sur le territoire de la commune de Givry dans le département français de Saône-et-Loire et la région Bourgogne-Franche-Comté.

## Historique
Elle fait l'objet d'un classement au titre des monuments historiques depuis le 6 novembre 1931.